# William Kirk Kaynor
William Kirk "Will" Kaynor, född 29 november 1884 i Sanborn i Iowa, död 20 december 1929 i Washington, D.C., var en amerikansk republikansk politiker. Han var ledamot av USA:s representanthus från mars 1929 fram till sin död i en flygolycka.

## Biografi
Kaynor utexaminerades 1912 från Yale University och var sedan verksam inom fastighets- och försäkringsbranscherna. Officersträning erhöll han under första världskriget. År 1929 efterträdde han Henry L. Bowles som kongressledamot. Senare samma år omkom han i en flygolycka. Det var hans första gång ombord på ett flygplan. Kaynor gravsattes på Oak Grove Cemetery i Springfield i Massachusetts. Änkan Alice avled år 1968, dottern Gratia år 1990 och sonen William, Jr. år 2014.